# Partido del Progreso (Noruega)
El Partido del Progreso (en noruego: Fremskrittspartiet, abreviado FrP) es un partido político noruego de derecha. Es uno de los partidos con más representación parlamentaria de Noruega, usualmente quedando por detrás de los laboristas y conservadores. Formó parte del gobierno de coalición liderado por el Partido Conservador de 2013 a 2020.
El Partido del Progreso se centra en la ley y el orden y reducir la burocracia y el sector público; el FrP se autoidentifica como un partido económicamente liberal que compite con la izquierda para representar a los trabajadores de Noruega. El partido se ha opuesto oficialmente a la membresía de Noruega en la Unión Europea desde 2016, tras haber sido neutral sobre el tema antes. El FrP pide una estricta política de inmigración, integración de inmigrantes y la expulsión de inmigrantes ilegales o extranjeros que delinquen. Durante su tiempo en el gobierno de coalición desde 2013, el partido supervisó la creación de un Ministro de Integración e incrementó el proceso de deportación de solicitantes de asilo fallidos o inmigrantes con condenas penales. Ha sido descrito como antiinmigración.
El FrP fue fundado por Anders Lange en 1973 como un movimiento de protesta contra los impuestos. Su desarrollo estuvo muy influenciado por Carl I. Hagen, el líder de larga data del partido entre 1978 y 2006. Siv Jensen se desempeñó como líder del partido entre 2006 y 2021, cuando en febrero de 2021 anunció que renunciaría en la próxima convención del partido en mayo. Fue sucedida por su líder adjunta, Sylvi Listhaug, el 8 de mayo de 2021.

## Historia

### Partido de Anders Lange
El Partido del Progreso fue fundado en una reunión en el cine Saga Kino en Oslo el 8 de abril de 1973, a la que asistieron alrededor de 1.345 personas. Anders Lange pronunció un discurso, después de lo cual el partido recibió el nombre de Partido de Anders Lange por una Gran Reducción de Impuestos, Aranceles e Intervención Pública, comúnmente conocido como el Partido de Anders Lange (ALP). Lange tenía algo de experiencia política por la Liga de la Patria de la era de entreguerras y formó parte del movimiento de resistencia noruego durante la Segunda Guerra Mundial. Desde el final de la guerra, había trabajado como editor político independiente de derecha y orador público. Lange pronunció su primer discurso público como presidente de ALP en Youngstorget, Oslo el 16 de mayo del mismo año. ALP se inspiró en gran medida en el Partido del Progreso danés, que fue fundado por Mogens Glistrup. Glistrup también habló en el evento, que reunió a unos 4.000 asistentes.
Originalmente, Anders Lange quería que el partido fuera un movimiento de protesta contra los impuestos en lugar de un partido político común. El partido tenía un breve programa político en una sola hoja de papel que enumeraba por un lado diez cosas de las que el partido estaba "cansado" y por el otro lado diez cosas de las que estaba a favor. La protesta se dirigió contra lo que Lange calificó como un nivel inaceptablemente alto de impuestos y subsidios. En las elecciones parlamentarias de 1973, el partido ganó el 5% de los votos y obtuvo cuatro escaños en el parlamento noruego. Los académicos consideraron más tarde que las razones principales del éxito eran una mezcla de protestas fiscales, el carisma de Anders Lange, el papel de la televisión, las secuelas del Referéndum de pertenencia a la Comunidad Europea de 1972 y el desarrollo político en Dinamarca. La primera conferencia del partido se llevó a cabo en Hjelmeland en 1974, donde el partido estableció sus primeras convenciones políticas.

### Partido del Progreso y Carl I. Hagen
A principios de 1974, Kristofer Almås, el miembro adjunto del parlamento Carl I. Hagen, junto con algunos otros, se separó y formó el Partido Reformista, de corta duración. El trasfondo de esto fue una crítica a la "organización antidemocrática" del ALP y la falta de un programa de partido real. Sin embargo, en el mismo año murió Anders Lange; en consecuencia, Hagen intervino como miembro habitual del Parlamento en lugar de Lange. Como resultado, el Partido Reformista se fusionó nuevamente con ALP al año siguiente. El partido adoptó su nombre actual, el Partido del Progreso (FrP), el 29 de enero de 1977, inspirado por el gran éxito del Partido del Progreso danés. El Partido del Progreso tuvo un mal desempeño en las elecciones parlamentarias de 1977, y se quedó sin representación parlamentaria. En la convención del partido de 1978, Carl I. Hagen fue elegido presidente del partido. Hagen pronto comenzó a expandir el programa político del partido y construyó una organización de partido convencional, un paso al que se habían opuesto Lange y algunos de sus seguidores. La organización juvenil del partido, la Juventud del Partido del Progreso, también se estableció en 1978. Hagen logró agudizar la imagen del partido como un movimiento anti-impuestos. Su crítica a la sensatez de acumular miles de millones de dólares en el "Fondo del Petróleo" tocó la fibra sensible debido al deterioro percibido en la infraestructura, las escuelas y los servicios sociales y las largas colas en los hospitales.

### Década de 1980: Estableciendo el partido
Si bien el Partido del Progreso abandonó el parlamento por completo en 1977, regresó en las siguientes elecciones parlamentarias de 1981 con cuatro representantes. En esta elección, la derecha política en general tuvo un gran repunte, lo que le valió un mayor apoyo al FrP. La ideología del partido se pulió en la década de 1980, y el partido declaró oficialmente que era un partido libertario en su convención nacional en Sandefjord en 1983. En la campaña para las elecciones parlamentarias de 1985, el partido atacó muchos aspectos del estado de bienestar noruego e hizo campaña por la privatización de la atención médica, la educación y las empresas estatales, así como por fuertes recortes en el impuesto sobre la renta. En las elecciones, el partido perdió a dos de sus cuatro miembros del parlamento, pero quedó con algo de poder al convertirse en un partido influyente. En mayo de 1986, el partido usó esta posición para expulsar efectivamente al gobierno liderado por los conservadores después de que propusiera aumentar los impuestos a la gasolina. Como resultado, se estableció un gobierno laborista en minoría.
El primer avance real del partido en la política noruega se produjo en las elecciones locales de 1987, cuando el partido casi duplicó su apoyo del 6,3 % al 12,3 % (resultados del condado). Esto se debió en gran parte a que la inmigración fue tomada seriamente por primera vez como un tema por el partido (aunque Hagen ya había pedido a fines de la década de 1970 una política de inmigración fuertemente restrictiva), poniendo con éxito el tema en la agenda nacional. Su campaña se había centrado principalmente en el tema de los solicitantes de asilo, pero además contó con la ayuda de la infame "Carta de Mustafa", una carta leída por Hagen durante la campaña electoral que retrataba a la futura islamización de Noruega. En abril de 1988, el partido fue por primera vez el segundo partido más grande de Noruega en una encuesta de opinión con un 23,5%. En septiembre de 1988, el partido además propuso en el parlamento un referéndum sobre la política de inmigración, que fue considerado por los politólogos como el comienzo de la campaña electoral de 1989 del partido. En 1989, el partido hizo su avance en la política nacional. En las elecciones parlamentarias de 1989, el partido obtuvo el 13%, frente al 3,7% de 1985, y se convirtió en el tercer partido más grande de Noruega. Empezó a ganar poder en algunas administraciones locales. Los primeros alcaldes del partido fueron Håkon Rege en Sola (1988–1989), Bjørn Bråthen en Råde (1990–1991) y Peter N. Myhre en Oslo (1990–1991).

### Década de 1990: Cisma del ala libertaria y consolidación
Las elecciones parlamentarias de 1993 redujeron a la mitad el apoyo del partido al 6,3% y diez miembros del parlamento. Esta caída en el apoyo puede verse como el resultado de un conflicto interno dentro del partido que llegó a un punto crítico en 1992, entre la minoría libertaria más radical y la mayoría liderada por Carl I. Hagen. Los libertarios de derecha, o simplemente libertarios, habían eliminado el enfoque del partido en la inmigración, declarándolo un "no tema" a principios de la década de 1990, que fue fuertemente castigado por los votantes en 1993 y 1991. Los programas de política social-conservadora también se habían liberalizado y causado controversia, como aceptar la cohabitación homosexual. La postura poco clara del partido sobre la membresía de Noruega en la Unión Europea también contribuyó en gran medida al revés, al desviar la atención de los problemas más importantes del partido, como durante el referéndum de membresía de Noruega en la Unión Europea de 1994.
Si bien muchos de los libertarios, incluidos Pål Atle Skjervengen y Tor Mikkel Wara, abandonaron el partido antes de las elecciones de 1993 o fueron rechazados por los votantes, el conflicto finalmente culminó en 1994. Después de la conferencia del partido en Bolkesjø Hotell en Telemark en abril de ese año, cuatro diputados del "ala libertaria" en el partido se separaron como independientes. Esto se debió a que Hagen les había dado un ultimátum para que se adhirieran a la línea política de la mayoría del partido y del grupo parlamentario, o bien que se fueran. Este incidente fue más tarde apodado "Dolkesjø", un juego de palabras en el nombre del hotel, con "dolke" que significa " apuñalar (por la espalda) / traicionar".
Estos hechos han sido vistos por politólogos como un punto de inflexión para el partido. Posteriormente, los libertarios fundaron una organización libertaria llamada Demócratas Libres, que intentó establecer un partido político pero sin éxito. Partes de la dirección más joven del partido y de la organización juvenil más libertaria del partido también se separaron e incluso intentaron disolver toda la organización juvenil. Sin embargo, la organización juvenil pronto volvió a funcionar, esta vez con miembros más "leales", aunque siguió siendo más libertaria que su organización madre. Después de esto, el Partido del Progreso tuvo un perfil más populista de derecha, lo que resultó en que ganara apoyo electoral.
En las elecciones locales de 1995, el Partido del Progreso recuperó el nivel de apoyo visto en las elecciones de 1987. Se dijo que esto se debió en gran parte al enfoque en los temas centrales del FrP en la campaña electoral, especialmente la inmigración, así como al partido que domina la imagen de los medios como resultado de la controversia en torno a la reunión de la Asociación Noruega de 1995 en Godlia Kino. Esto último le ganó particularmente al partido muchos votos de simpatía, como resultado de la dura tormenta mediática dirigida contra Hagen. En las elecciones parlamentarias de 1997, el partido obtuvo el 15,3% de los votos y por primera vez se convirtió en el segundo partido político más grande de Noruega. Las elecciones locales de 1999 resultaron en el primer alcalde del partido como resultado directo de una elección, Terje Søviknes en Os. 20 municipios también eligieron un teniente de alcalde del Partido del Progreso.    

### 2000-2001: Agitación y expulsión de populistas
Si bien el FrP había sido testigo de cerca del 35% de apoyo en las encuestas de opinión a finales de 2000, su apoyo volvió a caer a los niveles de 1997 en las próximas elecciones de 2001. Esto fue en gran parte el resultado de la agitación que rodeaba al partido. El líder adjunto del partido, Terje Søviknes, se vio envuelto en un escándalo sexual y los conflictos políticos internos salieron a la superficie; Hagen ya había intentado en 1999 silenciar a los opositores a la inmigración más controvertidos en el partido parlamentario, que había ganado influencia desde la convención nacional de 1994. A finales de 2000 y principios de 2001, la oposición a esto a nivel local en Oslo, Hordaland y Vest-Agder a veces resultó en la expulsión de representantes locales. Finalmente, Hagen también, de varias maneras, se deshizo de la llamada "pandilla de los siete" (syverbanden), que constaba de siete miembros del parlamento. En enero de 2001, Hagen afirmó que había visto un patrón en el que estos habían cooperado en varios temas, y postuló que estaban detrás de una conspiración para finalmente elegir a Øystein Hedstrøm como presidente del partido. Los siete fueron eventualmente suspendidos, excluidos o abandonaron voluntariamente el partido, a partir de principios de 2001. Entre los más notables se encontraban Vidar Kleppe (el presunto "líder"), Dag Danielsen, Fridtjof Frank Gundersen, así como Jan Simonsen. Solo Hedstrøm permaneció en el partido, pero posteriormente se le impidió discutir públicamente temas de inmigración.
Esto volvió a causar confusión dentro del partido; los partidarios de los miembros excluidos criticaron su trato, algunos renunciaron al partido, y algunos de los grupos locales del partido fueron cerrados. Algunos de los marginados se postularon para el cargo en las elecciones de 2001 en varias listas nuevas del condado, y más tarde algunos formaron un nuevo partido llamado Demócratas, con Kleppe como presidente y Simonsen como vicepresidente. Aunque la "pandilla de los siete" tomó posiciones controvertidas sobre inmigración, las acciones tomadas contra ellos también se basaron en cuestiones internas; No queda claro en qué medida el acuerdo se basó principalmente en desacuerdos políticos o consideraciones tácticas. El principal objetivo de Hagen con la "purga" fue un intento de hacer posible que los partidos no socialistas cooperaran en un eventual gobierno junto con el Partido del Progreso. En 2007, reveló que había recibido "señales claras" de políticos del Partido Demócrata Cristiano, entre otros, de que las negociaciones gubernamentales estaban fuera de discusión mientras ciertos políticos específicos del Partido del Progreso, incluidos Kleppe y Simonsen (pero no Hedstrøm), permanecieran en el partido. La minoría libertaria más moderada de Oslo, incluidos Henning Holstad, Svenn Kristiansen y Siv Jensen, mejoraron su posición en el partido.

### 2001-2005: Años de Bondevik II
En las elecciones parlamentarias de 2001, el partido perdió los logros que había obtenido según las encuestas, pero mantuvo su posición desde las elecciones de 1997, obtuvo el 14,6% y 26 miembros en el parlamento. El resultado de las elecciones les permitió derrocar al gobierno del Partido Laborista de Jens Stoltenberg y reemplazarlo con una coalición tripartita liderada por el demócrata cristiano Kjell Magne Bondevik. Sin embargo, la coalición siguió declinando gobernar junto con el Partido del Progreso por considerar que las diferencias políticas eran demasiado grandes. El FrP finalmente decidió tolerar la coalición, ya que prometió invertir más en defensa, abrir más hospitales privados y abrirse a una mayor competencia en el sector público. En 2002, el Partido del Progreso nuevamente avanzó en las encuestas de opinión y por un tiempo se convirtió en el partido más grande.
Las elecciones locales de 2003 fueron un éxito para el partido. En 36 municipios, el partido obtuvo más votos que cualquier otro; logró elegir al alcalde en solo 13 de estos, pero también aseguró 40 puestos de vicealcalde. El FrP había participado en elecciones locales desde 1975, pero hasta 2003 solo había obtenido un puesto de alcalde en cuatro ocasiones, todas en ocasiones separadas. El voto del Partido del Progreso en Os, el único municipio que eligió un alcalde del Partido del Progreso en 1999, aumentó del 36,6% en 1999 al 45,7% en 2003. El partido también se convirtió en el más grande en los condados de Vestfold y Rogaland.
En las elecciones parlamentarias de 2005, el partido volvió a convertirse en el segundo partido más grande del parlamento noruego, con el 22,1% de los votos y 38 escaños, un aumento importante desde 2001. Aunque el gobierno de centroderecha de Bondevik, que el FrP había tolerado desde 2001 fue derrotado por la izquierdista Coalición Rojo-Verde, Hagen había dicho antes de las elecciones que su partido ya no aceptaría a Bondevik como primer ministro, luego de su constante negativa a incluir formalmente al Partido del Progreso en el gobierno. Por primera vez, el partido también logró que los miembros del parlamento fueran elegidos en todos los condados de Noruega, e incluso se convirtió en el partido más grande de tres: Vest-Agder, Rogaland y Møre og Romsdal. Después de las elecciones parlamentarias de 2005, el partido también se convirtió en el partido más grande en muchas encuestas de opinión. El FrP lideró las encuestas de noviembre de 2006 con un apoyo del 32,9% de los encuestados y continuó superando el 25 por ciento durante los años siguientes.

### 2006-2021: Siv Jensen
En 2006, después de 27 años como líder del partido, Hagen renunció para convertirse en vicepresidente del parlamento noruego Stortinget. Siv Jensen fue elegida como su sucesora, con la esperanza de que pudiera aumentar el atractivo del partido para los votantes, tender puentes hacia los partidos de centro-derecha y encabezar o participar en un futuro gobierno de Noruega. Después de las elecciones locales de 2007, los candidatos del Partido del Progreso se convirtieron en alcaldes en 17 municipios, siete de los cuales continuaron desde 2003. Sin embargo, los vicealcaldes del partido disminuyeron a 33. El partido en general aumentó considerablemente su apoyo en los municipios donde el alcalde había sido elegido por el FrP en 2003.
En los meses previos a las elecciones parlamentarias de 2009, el partido, como en las elecciones de 2001, obtuvo una calificación muy alta en los resultados de las encuestas que, sin embargo, declinaron hacia las elecciones reales. A principios de año, el FrP había logrado más del 30% en algunas encuestas, lo que lo convirtió en el partido más grande por varios puntos porcentuales. Con ganancias tan altas, el resultado de la elección fue en este caso relativamente decepcionante. Antes de las elecciones, las ganancias continuaron disminuyendo, y la mayoría de estas pérdidas fueron para el Partido Conservador, que tuvo una campaña sorprendentemente exitosa. La disminución en el apoyo durante un período de tiempo más largo también se puede ver ya que el Partido Laborista fue acusado desde 2008 de "robar" políticas del Partido del Progreso. El FrP logró, a pesar de todo, una ligera ganancia en las elecciones de 2005 con un 22,9%, el mejor resultado electoral en la historia del partido. También obtuvo representación por primera vez en el Parlamento Sami de Noruega en 2009, con tres representantes. Esto lo convirtió en el cuarto partido más grande en el parlamento sami y el segundo más grande de los partidos a nivel nacional. En las elecciones escolares informales de 2009, se convirtió en el partido más votado de Noruega con el 24% de los votos.
Mientras que otros partidos antes habían rechazado los esfuerzos del FrP para unirse a las coaliciones de gobierno a nivel nacional debido a preocupaciones sobre el supuesto populismo y las posiciones del partido sobre temas de inmigración, después de la elección, el Partido Conservador declaró que quería ser "un puente entre el Partido del Progreso y el centro". La posición surgió cuando el FrP prometió no apoyar ninguna coalición de gobierno de la que él mismo no formara parte, mientras que los partidos centristas rechazaron participar en una coalición de gobierno junto con el partido.
Desde principios de 2010, las encuestas mostraban regularmente un apoyo mayoritario al Partido del Progreso y al Partido Conservador juntos. Sin embargo, el FrP experimentó un fuerte revés para las elecciones locales de 2011. El partido perdió un 6% en participación de votos, mientras que el Partido Conservador ganó un 9%. Según los politólogos, la mayor parte del revés podría explicarse por una baja participación de los partidarios del Partido del Progreso.
En coalición con el Partido Conservador, el partido ganó las elecciones parlamentarias de 2013 y ayudó a formar su primer gobierno, el Gabinete de Solberg, aunque el propio Partido del Progreso perdió escaños y ahora es el tercer partido más votado en lugar del segundo. Los partidos obtuvieron un apoyo renovado para el gobierno en las elecciones parlamentarias de 2017, que se amplió para incluir al centrista Partido Liberal y al Partido Demócrata Cristiano en 2018. 
El FrP se retiró de la coalición de gobierno en enero de 2020. La causa de la retirada fue la repatriación a Noruega de un ciudadano noruego que se ofreció como voluntario en el Estado Islámico. La posición del Partido del Progreso era que ninguna de esas personas debería recibir asistencia para regresar a Noruega. El gabinete de Solberg emprendió la repatriación a pesar de las protestas del FrP, por lo que consideraron consideraciones humanitarias.

### 2021-presente: Sylvi Listhaug
En febrero de 2021, Jensen anunció que dejaría el cargo de líder del partido. Fue reemplazada por la ex vicedirectora y ministra de inmigración Sylvi Listhaug en mayo de 2021. Listhaug había sido respaldada previamente como una futura líder potencial tanto por Jensen como por el expresidente Carl I. Hagen.

## Ideología
El FrP tradicionalmente se ha identificado a sí mismo como un partido liberal clásico o libertario, aunque es considerado el partido noruego más derechista con representación parlamentaria. La formación suele ser descrita como populista de derecha moderada, aunque esta caracterización ha sido cuestionada tanto en el discurso público como en el académico. Desde 2020, el partido cuenta con una creciente facción nacional-conservadora.
El partido tiene un ala que se identifica como económicamente liberal o libertaria, cuyo principal objetivo declarado es una fuerte reducción de los impuestos y la intervención del gobierno, y un ala que se identifica como nacional-conservadora y se centra en promover políticas antiinmigración. Según el académico Anders Ravik Jupskås, la facción conservadora nacional ha ido ganando terreno en la década de 2010; mientras que los miembros de la dirección del partido tienden a identificarse como liberales o libertarios, el ala nacional-conservadora cuenta con un fuerte apoyo entre la membresía. El grupo más grande del partido, el grupo de Oslo, adoptó una resolución que llama al partido a declararse nacional-conservador y reemplazar el liberalismo con una política de "Noruega primero", que incluye detener totalmente la inmigración no occidental y favorecer el negacionismo del cambio climático; El parlamentario del grupo de Oslo, Christian Tybring-Gjedde, dijo que "muy pocas personas están de acuerdo" con la ideología declarada del liberalismo en el programa del partido porque "el liberalismo en su forma extrema significa fronteras abiertas". El exlíder del partido Carl I. Hagen ha apoyado esta iniciativa, afirmando que los valores liberales no pertenecen al FrP y argumentando que el partido debería volverse nacional-conservador en lugar de "liberal extremista". El FrP a veces es descrito como populista de derecha, una categorización que es rechazada tanto por el propio partido como por otros observadores y algunos académicos. También ha sido descrito como el partido populista más moderado de Europa.

### Sociedad
El partido considera a la familia como un elemento natural, necesario y fundamental en una sociedad libre. Considera que la familia es portadora de tradiciones y cultura, y tiene un papel en la crianza y el cuidado de los niños. El partido también quiere que todos los niños tengan derecho a visitas y cuidado de ambos padres, y asegurar el derecho de todos a saber quiénes son sus padres biológicos. El partido se opuso a la legalización del matrimonio entre personas del mismo sexo en 2008, cuestionando cómo los niños "harían frente" a la ley.
Durante la convención nacional en mayo de 2013, el partido votó a favor tanto del matrimonio entre personas del mismo sexo como de la adopción por personas del mismo sexo. El partido ha sido durante varios años un defensor de la legalización de la donación de sangre para los homosexuales.
Dado que el partido se distancia de la discriminación y el trato especial basado en el género, la religión y el origen étnico, el partido quiere disolver el Parlamento Sami de Noruega, que se basa en clasificaciones étnicas. El partido quiere defender la cultura sami, pero quiere trabajar en contra de cualquier trato especial basado en el origen étnico con respecto al derecho de uso del agua y la tierra.
El partido también propone la prohibición de usar el burka y el niqab en espacios públicos, escuelas y universidades, y propuso la idea por primera vez en 2010. Esta política para escuelas y universidades finalmente se logró en 2018.

#### Seguridad y justicia
El partido apoya un aumento de las fuerzas policiales y una policía más visible en las calles. Quiere implementar castigos más severos, especialmente para los delitos relacionados con la violencia y los delitos contra la moralidad. El partido también quiere establecer un defensor del pueblo para las víctimas y sus familiares, ya que cree que la preocupación de apoyo de hoy se centra demasiado en los delincuentes en lugar de las víctimas. Quiere que la policía pueda usar más armas no letales, como las armas de electrochoque. Tampoco acepta ningún uso de símbolos religiosos o políticos con el uniforme policial, y quiere expulsar a los ciudadanos extranjeros que sean condenados por un delito con un marco de más de tres meses de prisión.

### Inmigración
Desde la segunda mitad de la década de 1980, los aspectos económicos y de bienestar de la política de inmigración fueron principalmente un foco de crítica del FrP, incluidas las tensiones que la inmigración ejerce sobre el estado del bienestar. Durante la década de 1990, el partido cambió para centrarse más en cuestiones y conflictos culturales, un desarrollo que también se puede ver en el debate público en general, incluso entre sus oponentes políticos. En 1993, fue el primer partido en Noruega en utilizar la noción de "política de integración" en su programa electoral. Si bien el partido ha hecho numerosas propuestas sobre inmigración en el parlamento, rara vez ha recibido el apoyo de la mayoría para ellas. Sus propuestas han sido ampliamente rechazadas por los restantes partidos políticos, así como por los medios de comunicación. Aunque las políticas de inmigración del partido se han comparado con las del Partido Popular Danés y los Demócratas de Suecia, los principales miembros del partido han optado por comparar sus políticas de inmigración con las del Partido Popular por la Libertad y la Democracia holandés y el Venstre danés, cuando esos partidos estaban en el gobierno.
En general, el partido quiere una política de inmigración más estricta, de modo que solo aquellos que necesitan protección de acuerdo con la Convención de la ONU sobre Refugiados puedan permanecer en Noruega. Los parlamentarios del FrP también han declarado que los altos niveles de inmigración combinados con una integración deficiente conducen a que valores noruegos y ampliamente occidentales, como la tolerancia, la libertad de expresión y la democracia, se vean socavados y que los políticos de la izquierda han permitido problemas y conflictos sociales al relajar las políticas de inmigración. En un discurso en la campaña electoral de 2007, Siv Jensen afirmó que la política de inmigración fue un fracaso porque permitió que los delincuentes se quedaran en Noruega, mientras expulsaba a las personas que trabajaban duro y cumplían la ley. El partido afirma que la política de inmigración e integración es ingenua. En 2008, el partido quería "evitar analfabetos y otros grupos de escasos recursos que vemos que no son capaces de adaptarse en Noruega"; que incluía países como Somalia, Afganistán y Pakistán. El partido se opone a que a los solicitantes de asilo se les permita permanecer en Noruega por razones humanitarias o por problemas de salud, y busca limitar sustancialmente el número de reunificaciones familiares. El partido también ha pedido un referéndum sobre la política general de inmigración. En el gobierno, el partido apoyó la creación de un Ministro de Integración en el gabinete y una política de tolerancia cero con la inmigración ilegal combinada con la deportación de inmigrantes ilegales y no ciudadanos que habían cometido delitos graves. Algunos comentaristas señalaron que Noruega deportó un número récord de solicitantes de asilo rechazados y residentes ilegales durante el período en que el partido brindó apoyo a los conservadores de 2013 a 2021.
El Partido del Progreso también se opone a la repatriación de ciudadanos noruegos que abandonan el país para unirse a organizaciones terroristas como el Estado Islámico y retiró su apoyo al gabinete de Solberg en enero de 2020 por la decisión del gobierno de repatriar a un ciudadano noruego por motivos humanitarios que había escapado para unirse a la ISIS.
Una encuesta realizada por Utrop en agosto de 2009 mostró que el 10% de inmigrantes en Noruega votaría por el Partido del Progreso, solo superado por el Partido Laborista (38% y 56 % respectivamente), cuando se les preguntó. Más específicamente, esto constituía el 9% de los inmigrantes africanos y de Europa del Este, el 22% de los inmigrantes de Europa occidental y el 3% de los inmigrantes asiáticos. Los políticos de origen inmigrante son cada vez más activos en el partido, sobre todo el iraní-noruego Mazyar Keshvari y el exlíder del ala juvenil, el indio-noruego Himanshu Gulati.

### Economía
El FrP tiene como objetivo reducir el poder del estado y el sector público. Cree que el sector público solo debería estar allí para garantizar un nivel de vida mínimo, y que las personas, las empresas y las organizaciones deberían encargarse de varias tareas en lugar del sector público, en la mayoría de los casos. El partido también aboga generalmente por la reducción de impuestos, varios aranceles y una mayor economía de mercado. El partido también quiere invertir más de la riqueza petrolera de Noruega en infraestructura (particularmente carreteras, capacidad de banda ancha, hospitales, escuelas y residencias de ancianos) y el estado de bienestar. Esta posición, que ha utilizado una sensación de crisis de bienestar para apoyar las demandas de gastar más del fondo petrolero ahora y no más tarde, es parte de su éxito electoral.
El partido quiere reducir fuertemente los impuestos en Noruega y dice que el dinero que ganan los noruegos es de ellos para quedárselo. Quieren eliminar el impuesto a la herencia y el impuesto a la propiedad. El partido aboga por un mayor gasto del Fondo de Petróleo de Noruega en inversiones en infraestructura y tiene como objetivo eliminar las reglas presupuestarias existentes que establecen un límite a dicho gasto.

### Servicios

#### Educación
En las escuelas, el partido quiere mejorar el ambiente de trabajo para profesores y alumnos centrándose más en el orden, la disciplina y la gestión de la clase. El partido quiere más adaptación individual, implementar notas en materias básicas desde quinto grado, abrir más escuelas privadas y disminuir la cantidad de teoría en las formaciones profesionales.

#### Sanidad
El FrP ha sido durante décadas partidario de acortar los tiempos de espera para el tratamiento hospitalario en Noruega. 270.000 noruegos esperaban tratamiento médico en 2012-13. En la publicación de la OCDE Health at a Glance 2011, Noruega tuvo uno de los tiempos de espera más largos para cirugía electiva y citas con especialistas entre once países encuestados. Desde 2013, el Gabinete de Solberg ha logrado reducir los tiempos de espera promedio para la atención hospitalaria.

### Política exterior
El FrP estuvo durante muchos años abierto a un referéndum sobre la adhesión de Noruega a la Unión Europea, aunque sólo si se veía que la mayoría de la opinión pública lo favorecía de antemano. El partido eventualmente llegó a considerar la membresía de Noruega en la Unión Europea como un "no tema", creyendo que no había razón para debatir un nuevo referéndum. En 2016, el partido adoptó oficialmente una posición en contra de la pertenencia de Noruega a la UE.
De todos los principales partidos políticos de Noruega, el FrP ha mostrado el mayor apoyo a Israel. Recientemente, ha apoyado el derecho de Israel a defenderse de los ataques con cohetes de Hamás, y fue el único partido en Noruega que apoyó a Israel durante la Guerra de Gaza. Durante muchos años, el partido también ha querido trasladar la embajada noruega en Israel de Tel Aviv a Jerusalén.

## Líderes del partido
| Nombre                  | Fotografía | Inicio                | Fin                   | Otros cargos |
| ----------------------- | ---------- | --------------------- | --------------------- | --- |
| Anders Lange            |            | 8 de abril de 1973    | 18 de octubre de 1974 | Diputado del Storting (1973-1974) |
| Eivind Eckbo (interino) |            | 18 de octubre de 1974 | 26 de mayo de 1975    | |
| Arve Lønnum             |            | 26 de mayo de 1975    | 11 de febrero de 1978 | |
| Carl I. Hagen           |            | 11 de febrero de 1978 | 6 de mayo de 2006     | Diputado del Storting (1974-1977; 1981-2005; 2021-presente) |
| Siv Jensen              |            | 6 de mayo de 2006     | 8 de mayo de 2021     | Ministra de Finanzas (2013-2020) Diputada del Storting (1997-2021) |
| Sylvi Lusthaug          |            | 8 de mayo de 2021     | presente              | Ministra de Petróleo y Energía (2019-2020) Ministra de los Adultos Mayores y Salud Pública (mayo-diciembre de 2019) Ministra de Justicia, Seguridad Pública e Inmigración (enero-marzo de 2018) Diputada del Storting (2017-presente) Ministra de Inmigración e Integración (2015-2018) Ministra de Agricultura y Alimentación (2013-2015) |

## Resultados electorales
|  | 5,0 % |

|  | 1,9 % |

|  | 4,5 % |

|  | 3,7 % |

|  | 13,0 % |

|  | 6,28 % |

|  | 15,30 % |

|  | 14,64 % |

|  | 22,06 % |

|  | 24,26 % |

|  | 16,35 % |

|  | 15,19 % |

|  | 11,6 % |